# Stadsstat

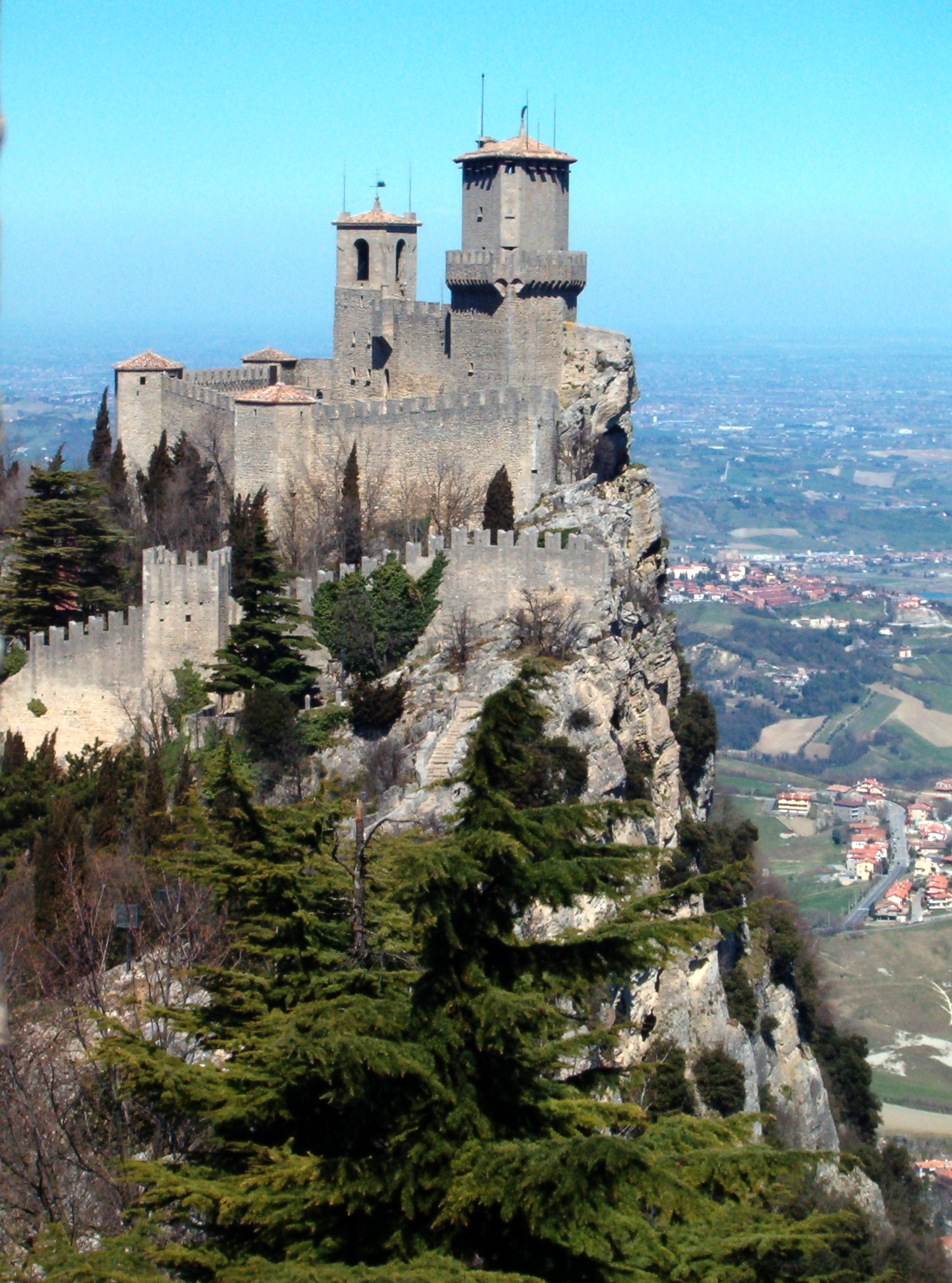
San Marino är den sista italienska stadsstaten.

En stadsstat eller stadsrepublik, även fristad, är ett historiskt begrepp för en stat som enbart bestod av en stad och dess närmaste omland, där styret utövades av den borgerliga staden. Begreppet skapades av brittiska historiker under andra halvan av 1800-talet för att beskriva det speciella statsskicket i de fria städerna i antikens Grekland liksom i medeltidens och renässansens Italien. Tillsammans med Romerska riket före Julius Caesar utgjorde dessa de äldsta republikerna. Motsatsen är stater med vidsträckta landområden – på tyska Flächenstaat (men på svenska finns inte någon vedertagen antonym).
Moderna självständiga stadsstater är exempelvis San Marino och Singapore. Ett vanligare begrepp för nutida småstater är samlingsbegreppet mikrostat, som även omfattar små östater (exempelvis Malta) som kan ha flera städer.
I nutida federationer kan stadsstater finnas som delstater. Ett exempel är de tyska städerna Berlin, Hamburg och Bremen.

## Förhistoria
De första stadsstaterna uppkom i Främre Orienten under den tidiga bronsåldern. De mest välkända stadsstaterna fanns i det forntida Mesopotamien. Sumererna levde i olika stadsstater under det tredje årtusendet f.Kr. varav Lagash, Nippur, Ur och Uruk kan nämnas.
Fenicien bestod från 1200-talet f.Kr.–300-talet f.Kr. av ett konglomerat av stadsstater. De viktigaste var Arados (nuvarande Arwad i Syrien), Byblos, Sidon och Tyros.

## Historia
De stadsstater som gett namn åt begreppet var de i Grekland under arkaisk tid (800-talet–480-talet f.Kr.), poleis (singular polis). De främsta var Aten, Sparta, Thebe och Syrakusa (på Sicilien). Under lång tid dominerade Spartas och Atens maktambitioner Greklands politiska liv, men efter peloponnesiska kriget upplevde Thebe en kort storhetstid under Epaminondas styre och snart därefter tog Makedonien (under Filip II) över som den ledande stormakten i antikens Grekland (Hellas).
Det var i de dessa grekiska stadsstater som demokratin uppstod, men statsskicket var inte enhetligt. Enligt Aristoteles' statslära skiljde man på aristokrati (fåvälde, elitstyre) och demokrati (folkstyre). Aristokrati var således inte kopplad till ärftligt styre enligt senare språkbruk. Demokratin var starkt begränsad och omfattade enbart fria män. Med oligarki åsyftades ett urartat fåvälde. Ofta utnyttjade tyranner demokratin för att tillskansa sig diktatorisk makt.
Statsskicket i Sparta var speciellt, då staten i krigstid styrdes av en oligarki där två ätter delade på makten, medan man i fredstid hade ett styrande råd som i andra stadsstater.
Rom var en stadsstat fram till omkring Romerska republiken bildades på 500-talet f.Kr. Samma gällde också de 12 etruskiska städerna, som ingick i etruskiska förbundsstaten, varibland Tarquinii var den förnämsta. Det kan dock noteras, att statsskicket även i det senare kejsardömet, trots dess vidsträckthet, fortfarande innehöll inslag som egentligen mer var ämnade för Rom då det hade varit en stadsstat.
I medeltidens och renässansens Italien fanns ett antal stadsstater, bland andra Venedig och Florens. San Marino, på gränsen mellan Emilia Romagna och Marche, är den sista som återstår.

## Paralleller och efterföljare

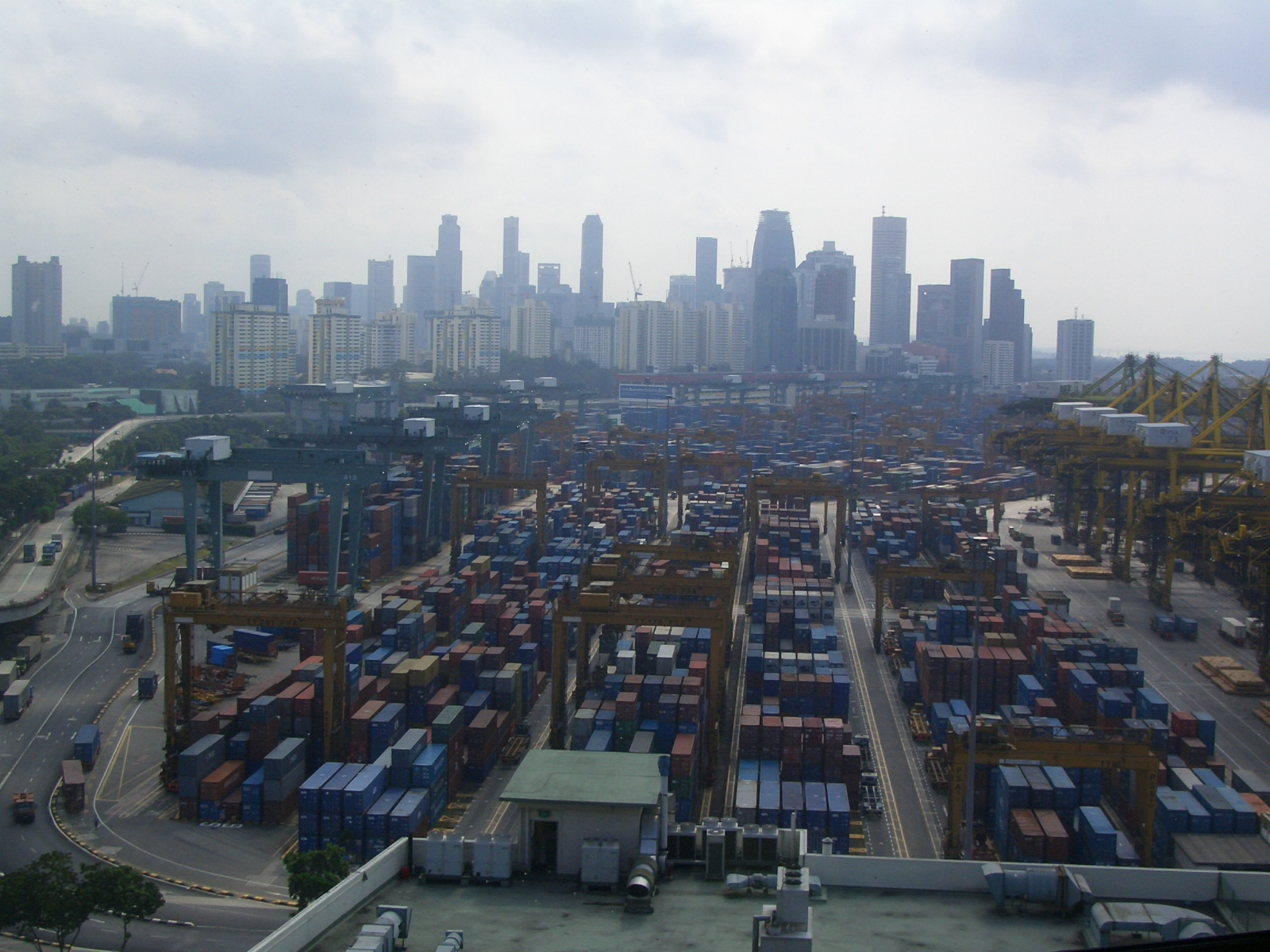
Singapore är en stadsstat i Sydostasien, som bildades så sent som 1965.

Inom Tysk-romerska riket fanns fria riksstäder och hansestäder. De tyska förbundsländerna Bremen och Hamburg har sitt ursprung i dessa. Eftersom staden Bremen är förenad med exklaven Bremerhaven är detta dock inte längre någon regelrätt stadsstat, vilket däremot Berlin kan beskrivas som. Berlin fick sin delstatsstatus som en följd av Tysklands och Berlins uppdelning i ockupationszoner efter andra världskriget.
Efter första världskriget upprättades 1919 Danzig (polska Gdańsk, i Västpreussen / Pommerellen, nuvarande Pommerns vojvodskap i Polen) som fristat under beskydd av Nationernas Förbund (Die freie Stadt Danzig). Stadens självständiga ställning upphörde när den annekterades av Tyskland under andra världskrigets inledning 1939.
Efter att Österrike-Ungern upplösts i samband med första världskrigets slut utropades Fristaten Fiume 1920 och var självständig till 1924. Efter andra världskriget utropades Fria territoriet Trieste 1947. År 1954 delades territoriet mellan Italien och Jugoslavien.
Ytterligare en sentida efterföljare är Singapore i Sydostasien, med ursprung i en brittisk handelsstation från 1819 och som 1965 skiljdes från Malaysia.